# Liste der Stolpersteine in Wismar
Die Liste der Stolpersteine in Wismar enthält alle Stolpersteine, die im Rahmen des gleichnamigen Projekts von Gunter Demnig in Wismar verlegt wurden. Mit ihnen soll Opfern des Nationalsozialismus gedacht werden, die in Wismar lebten und wirkten.

## Verlegte Stolpersteine
| Bild                 | Inschrift | Name                 | Ort                             | Verlegedatum  | Anmerkungen |
| -------------------- | --- | -------------------- | ------------------------------- | ------------- | --- |
| Blass, Bernhard      | Hier wohnte Bernhard Blass Jg. 1921 Flucht 1939 England | Blass, Bernhard      | ABC-Straße 14 (Karte)           | 27. Juni 2015 | Die Familie Blass überlebte den Holocaust, da sie über England in die USA fliehen konnte.                                                                  |
| Blass, Max           | Hier wohnte Max Blass Jg. 1897 'Schutzhaft' 1938 Gefängnis Neustrelitz-Strelitz Flucht 1939 England                                                                 | Blass, Max           | ABC-Straße 14 (Karte)           | 27. Juni 2015 | Die Familie Blass überlebte den Holocaust, da sie über England in die USA fliehen konnte.                                                                  |
| Blass, Paula         | Hier wohnte Paula Blass Jg. 1927 Flucht 1939 England | Blass, Paula         | ABC-Straße 14 (Karte)           | 27. Juni 2015 | Die Familie Blass überlebte den Holocaust, da sie über England in die USA fliehen konnte.                                                                  |
| Blass, Ernst         | Hier wohnte Ernst Blass Jg. 1923 'Schutzhaft' 1938 Gefängnis Neustrelitz-Strelitz Flucht 1939 England                                                               | Blass, Ernst         | ABC-Straße 14 (Karte)           | 27. Juni 2015 | Die Familie Blass überlebte den Holocaust, da sie über England in die USA fliehen konnte.                                                                  |
| Blass, Jenni         | Hier wohnte Jenni Blass Flucht 1939 England | Blass, Jenni         | ABC-Straße 14 (Karte)           | 27. Juni 2015 | Die Familie Blass überlebte den Holocaust, da sie über England in die USA fliehen konnte.                                                                  |
| Liebenthal, Leopold  | Hier wohnte Dr. Leopold Liebenthal Jg. 1868 gedemütigt / entrechtet tot 30.11.1938                                                                                  | Liebenthal, Leopold  | Altwismarstraße 10 (Karte)      | 10. Aug. 2013 | 1938 Altwismarstraße 21 Die Familien der Liebenthals - die jüdische Kaufmanns- und Akademikerfamilie Liebenthal. Gedenkbuch jüdischer Biografien Stralsund |
| Lewinski, Artur      | Hier wohnte Arthur Lewinski Jg. 1867 unfreiwillig verzogen 1939 Eisenach deportiert 1942 Theresienstadt tot 24.1.1943                                               | Lewinski, Artur      | Altwismarstraße 17 (Karte)      | 10. Aug. 2013 | 1938 Altwismarstraße 12 |
| Lewinski, Louis      | Hier wohnte Louis Lewinski Jg. 1869 ‘Schutzhaft’ 1938 Gefängnis Alt-Strelitz Flucht 1940 Holland interniert Westerbork deportiert 1943 Sobibor ermordet 26.3.1943   | Lewinski, Louis      | Altwismarstraße 17 (Karte)      | 10. Aug. 2013 | 1938 Altwismarstraße 12 |
| Bernhard, Gertrud    | Hier wohnte Gertrud Bernhard geb. Haendel Jg. 1875 deportiert 1943 Theresienstadt ermordet 1944 in Auschwitz                                                        | Bernhard, Gertrud    | Am Schilde 4 (Karte)            | 15. Juli 2008 | [ 7 ] |
| Bernhard, Hermann    | Hier wohnte Hermann Bernhard Jg. 1901 'Schutzhaft' 1938 Gefängnis Neustrelitz-Strelitz Flucht 1939 Shanghai                                                         | Bernhard, Hermann    | Am Schilde 4 (Karte)            | 15. Juli 2008 | [ 7 ] |
| Gotthardt, Willi     | Hier wohnte Willi Gotthardt Jg. 1913 mehrmals verhaftet Gefängnis Bützow-Dreibergen 'Frontbewährung' erschossen 20.1.1945 Krotoschin/Polen                          | Gotthardt, Willi     | Am Torney 31 (Karte)            | 28. Juli 2009 | [ 8 ] |
| Scheel, Ernst        | Hier wohnte Ernst Scheel Jg. 1872 mehrmals verhaftet Sachsenhausen ermordet 4.7.1944 Dachau                                                                         | Scheel, Ernst        | Böttcherstraße 4 (Karte)        | 15. Juli 2008 | [ 9 ] |
| Ehrlich, Max         | Hier wohnte Max Ehrlich Jg. 1873 ‘Schutzhaft’ 1938 Gefängnis Alt-Strelitz unfreiwillig verzogen 1940 Hamburg deportiert 1942 Theresienstadt 1942 Treblinka ermordet | Ehrlich, Max         | Dankwartstraße 35 (Karte)       | 10. Aug. 2013 | [ 10 ] |
| Karseboom, Frieda    | Hier wohnte Frieda Karseboom geb. Valk Jg. 1871 unfreiwillig verzogen 1933 Hamburg deportiert 1942 Theresienstadt ermordet 22.11.1942                               | Karseboom, Frieda    | Dr.-Leber-Straße (Karte)        | 16. Feb. 2019 | Ein weiterer Stolperstein befindet sich in Hamburg-Harvestehude.                                                                                           |
| Leonhardt, Wilhelm   | Hier wohnte Wilhelm Leonhardt Jg. 1875 verhaftet 1941 Gefängnis Schwerin 1942 Sachsenhausen ermordet 13.6.1942                                                      | Leonhardt, Wilhelm   | Goethestraße 9 (Karte)          | 10. Aug. 2013 | [ 11 ] |
| Käcker, Willy Hans   | Hier wohnte Willy Hans Käcker Jg. 1905 verhaftet 2.7.1938 verurteilt § 175 Gefängnis Bützow-Dreibergen deportiert 1941 Auschwitz ermordet 18.1.1942                 | Käcker, Willy Hans   | Hinter dem Chor 17 (Karte)      | 25. Feb. 2017 | [ 12 ] |
| Karseboom, Friedrich | Hier arbeitete Friedrich Karseboom Jg. 1900 unfreiwillig verzogen 1933 Hamburg Flucht 1937 Palästina                                                                | Karseboom, Friedrich | Hinter dem Rathaus 17 (Karte)   | 16. Feb. 2019 | [ 13 ] |
| Frehse, Johann       | Hier wohnte Johann Frehse Jg. 1886 verhaftet 1939 KZ Oranienburg 1940 Dachau ermordet 20.1.1942 Landesanstalt Schloss Hartheim                                      | Frehse, Johann       | Kanalstraße 8 (Karte)           | 15. Juli 2008 | [ 14 ] |
| Nierath, Martha      | Hier wohnte Martha Nierath Jg. 1892 eingewiesen 1939 'Heilanstalt' Sachsenberg ermordet 18.7.1941 'Heilanstalt' Bernburg                                            | Nierath, Martha      | Klußer Damm 52 (Karte)          | 23. Juli 2009 | [ 15 ] |
| Nierath, Rudolf      | Hier wohnte Rudolf Nierath Jg. 1893 eingewiesen 1939 'Heilanstalt' Sachsenberg ermordet 18.7.1941 'Heilanstalt' Bernburg                                            | Nierath, Rudolf      | Klußer Damm 52 (Karte)          | 23. Juli 2009 | |
| Mantow, Walter       | Hier wohnte Walter Mantow Jg. 1897 eingewiesen 9.11.1937 'Heilanstalt' Sachsenberg ermordet 18.7.1941 'Heilanstalt' Bernburg                                        | Mantow, Walter       | Krönkenhagen 20 (Karte)         | 15. Juli 2008 | [ 16 ] |
| Glöde, Carl          | Hier wohnte Carl Glöde Jg. 1881 verhaftet 1938 1939 Sachsenhausen ermordet 20.4.1943 KZ Neuengamme                                                                  | Glöde, Carl          | Krönkenhagen 26 (Karte)         | 15. Juli 2008 | [ 17 ] |
| Heinsius, Bertha     | Hier wohnte Bertha Heinsius geb. Waack Jg. 1889 verhaftet 1937 Gefängnis Dreibergen-Bützow ermordet 18.7.1941 'Heilanstalt' Bernburg                                | Heinsius, Bertha     | Poeler Straße 59 (Karte)        | 15. Juli 2008 | [ 18 ] |
| Wohler, Wilhelm      | Hier wohnte Wilhelm Wohler Jg. 1889 verhaftet 1936 Gefängnis Neustrelitz-Strelitz ermordet 5.4.1940 Sachsenhausen                                                   | Wohler, Wilhelm      | Poeler Straße 63 (Karte)        | 28. Juli 2009 | [ 19 ] |
| Nevermann, Günter    | Hier wohnte Günter Nevermann Jg. 1933 eingewiesen ermordet 16.12.1942 'Heilanstalt' Sachsenberg                                                                     | Nevermann, Günter    | Poeler Straße 102 (Karte)       | 15. Juli 2008 | [ 20 ] |
| Woest, Heinrich      | Hier wohnte Heinrich Woest Jg. 1886 mehrmals verhaftet Gefängnis Dreibergen-Bützow ermordet 8.2.1939 Sachsenhausen                                                  | Woest, Heinrich      | St.-Georgen-Kirchhof 13 (Karte) | 15. Juli 2008 | [ 21 ] |
| Karseboom, Friedrich | Hier wohnte Friedrich Karseboom Jg. 1900 unfreiwillig verzogen 1933 Hamburg Flucht 1937 Palästina                                                                   | Karseboom, Friedrich | Vogelsang 7 (Karte)             | 16. Feb. 2019 | |
| Karseboom, Lucie     | Hier wohnte Lucie Karseboom geb. Reichenstein Jg. 1906 unfreiwillig verzogen 1933 Hamburg Flucht 1938 Palästina                                                     | Karseboom, Lucie     | Vogelsang 7 (Karte)             | 16. Feb. 2019 | |
| Karseboom, Ingrid    | Hier wohnte Ingrid Karseboom Jg. 1928 unfreiwillig verzogen 1933 Hamburg Flucht 1938 Palästina                                                                      | Karseboom, Ingrid    | Vogelsang 7 (Karte)             | 16. Feb. 2019 | |
| Karseboom, Adolph    | Hier wohnte Adolph Karseboom Jg. 1929 unfreiwillig verzogen 1933 Hamburg Flucht 1938 Palästina                                                                      | Karseboom, Adolph    | Vogelsang 7 (Karte)             | 16. Feb. 2019 | |
| Karseboom, Arie      | Hier wohnte Arie Karseboom Jg. 1933 unfreiwillig verzogen 1933 Hamburg Flucht 1938 Palästina                                                                        | Karseboom, Arie      | Vogelsang 7 (Karte)             | 16. Feb. 2019 | |